# باراسيتامول
الپاراسیتامول (بالإنجليزية: Paracetamol) أو الأسيتامينوفين، وهو الاسم المعتمد في الولايات المتحدة (بالإنجليزية: Acetaminophen)، هو مسكن وخافض للحرارة واسع الاستخدام. مُستخلص من القطران، وهو المُستقلَب النشط للفيناسيتين، وعلى عكس الفيناسيتين فإن الباراسيتامول لم يَظهر أنه مسرطن بأي شكل من الأشكال. الباراسيتامول يُتحمل جيداً، وليس له العديد من الأعراض الجانبية للأسبرين، وهو متاح غالباً في الصيدليات دون وصفة طبّية. وهو يُستخدم عموماً لعلاج الحمى، والصداع، والألم والأوجاع الخفيفة. يكون الباراسيتامول مفيداً أيضاً في التعامل مع الآلام الشديدة الأخرى بالاشتراك مع مضادات الالتهاب اللاستيرويدية أو مع المسكنات الأفيونية. ويدخل الباراسيتامول كمكون أساسي في العديد من وصفات البرد والإنفلونزا. وعلى الرغم من أنه آمن للبشر في حدود الجرعات المُوصى بها، إلا أن الجرعات المفرطة يحتمل أن تسبب تسمم كبدي؛ والسبب الأول للفشل الكبدي في الغرب هو التسمم بالباراسيتامول، وهو وراء معظم حالات زيادة الجرعة في الولايات المتحدة، المملكة المتحدة، أستراليا ونيوزيلندا. ويزيد خطره بتناول المشروبات الكحولية.
بالجرعات قياسية ، يُقلل الباراسيتامول بدرجة طفيفة من درجة حرارة الجسم ؛ أقل من الإيبوبروفين في الفعالية، وفوائد استخدامه للحمى غير واضحة. قد يخفف الباراسيتامول الألم في الصداع النصفي الحاد ولكن بشكل طفيف فقط في صداع التوتر العرضي . ومع ذلك ، فإن مزيج الأسبرين ، والباراسيتامول ، والكافيين يساعد في كلتا الحالتين حيث يكون الألم خفيفًا ويوصى به كخط علاج أولي. الباراسيتامول فعال لآلام مابعد الجراحة ولكنه أقل فعالية من الإيبوبروفين. يوفر مزيج الباراسيتامول والإيبوبروفين مزيدًا من الفاعلية. إن فعالية تسكين الآلام الذي يوفره الباراسيتامول في حالة هشاشة العظام ضئيل وليس له أهمية سريرية. الأدلة التي تدعم أستخدام الباراسيتامول كعلاج لآلام أسفل الظهر ، وآلام السرطان ، وآلام الأعصاب غير كافية.
على المدى القصير ، يعتبر الباراسيتامول آمنًا وفعالًا عند استخدامه بطريقة صحيحة. التأثيرات الضارة قصيرة المدى غير شائعة وتشبه الإيبوبروفين ، لكن الباراسيتامول عادة أكثر أمانًا من مضادات الالتهاب غير الستيروئيدية للاستخدام طويل المدى.
يستخدم الباراسيتامول أيضًا في كثير من الأحيان في المرضى الذين لا يستطيعون تحمل مضادات الالتهابات غير الستيروئيدية . ربطت بعض الدراسات الوبائية الباراسيتامول بأمراض القلب والأوعية الدموية والكلى والجهاز الهضمي ، ولكنها ترجع إلى حد كبير إلى التحيزات المربكة وليست ذات صلة بالباراسيتامول على المدى القصير. قد يؤدي الباراسيتامول إلى زيادة ضغط الدم الانقباضي بشكل طفيف عند مرضى ارتفاع ضغط الدم بجرعة 4 جرامات في اليوم. لوحظ ارتفاع معدل الإصابة بالربو واضطرابات النمو في النساء اللواتي يستخدمن الباراسيتامول أثناء الحمل ، على الرغم من عدم وضوح ما إذا كان الباراسيتامول هو السبب الحقيقي لهذه الزيادة أم لا. تشير بعض الدراسات إلى أن هناك دليلًا على وجود علاقة بين الباراسيتامول أثناء الحمل واضطراب طيف التوحد واضطراب نقص الانتباه وفرط النشاط ، لكن مازال هناك حاجة إلى مزيد من البحث لتحديد العلاقة الدقيقة ، مما دفع البعض للدعوة إلى تقليل استخدام الباراسيتامول أثناء الحمل إلى أقل جرعة فعالة لأقصر وقت ممكن. الجرعة اليومية القصوى الموصى بها للبالغين هي ثلاثة إلى أربعة جرامات. الجرعات العالية قد تؤدي إلى تسمم الكبد ، بما في ذلك فشل الكبد . تسمم الباراسيتامول هو السبب الرئيسي لفشل الكبد الحاد في العالم الغربي ، ويمثل معظم الجرعات الزائدة من الأدوية في الولايات المتحدة والمملكة المتحدة وأستراليا ونيوزيلندا.
تم صنع الباراسيتامول لأول مرة في عام 1877 أو ربما 1852. وهو أكثر الأدوية استخدامًا للألم والحمى في كل من الولايات المتحدة وأوروبا. وهو مدرج في قائمة منظمة الصحة العالمية للأدوية الأساسية . يتوفر الباراسيتامول كدواء عام ، وله أسماء تجارية تشمل تايلينول وبانادول وغيرها . في عام 2020 ، كان الدواء رقم 118 الأكثر شيوعًا في الولايات المتحدة ، مع أكثر من 5 ملايين وصفة طبية.

## التاريخ

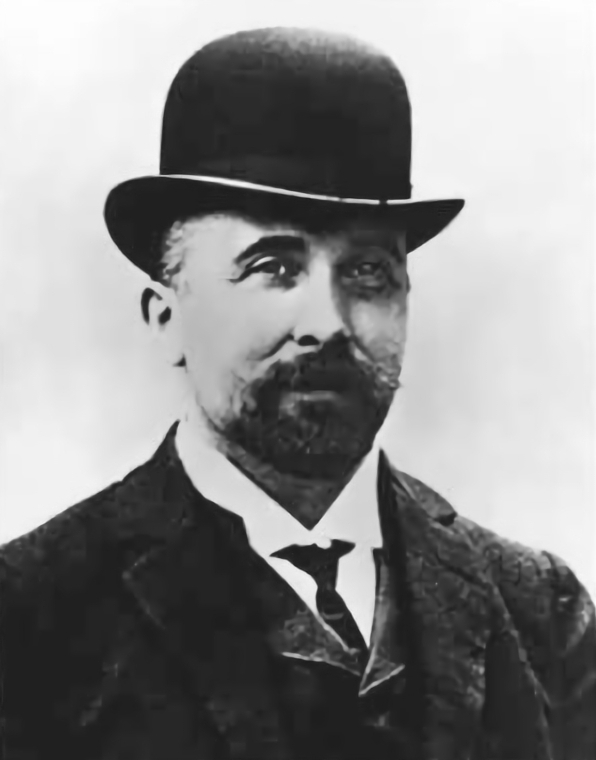
فيليكس هوفمان، الكيميائي الذي قام بعزل حمض السالسيليك.

عُرفت المواد المخفضة للحرارة في العصور الوسطى والقديمة بأنها مركبات موجودة في اللحاء الأبيض للصفصاف (عائلة من الكيماويات اسمها ساليسينات، أدت فيما بعد إلى تطور وظهور الأسبرين)، ومركبات محتواه داخل لحاء شجر الكينا. واستخدم لحاء الكينا في إنتاج الكينين لعلاج الملاريا. وللكينين ذات نفسه صفات مخفضة للحرارة. وأخذت جهود تكرير وعزل الساليسين وحمض السالسيليك سنوات عديدة امتدت من منتصف إلى آخر القرن التاسع عشر، وأتمها فيليكس هوفمان الكيميائي التابع لمعامل باير في ألمانيا، وكان قد فعلها من قبله بأربعين عام الكيميائي الفرنسي شارل فريدريك جيرهارد ، ولكنه أهمل هذا العمل لأنه أعتقد حينها أن فصل هذه المواد غير عملي.
عندما ندرت أشجار الكينا في ثمانينات القرن التاسع عشر، بدأ البحث عن بدائل. وفي سنة 1886 كان الأستاذ أدولف كوسمال يدرس تأثير النفثالين المضادة للطفيليات في جامعة ستراسبورغ. وعندما نفذ النفثالين من المعمل، ذهب مساعداه الشابان أرنولد كان وبول هيب إلى صيدلي لشراء النفثالين ولكن الصيدلي أعطى لهم بالخطأ أسيتانيليد بدلاً من النفثالين. وعندما قاموا بدراسة الأسيتانيليد، اندهشوا من المفعول الخافض للحرارة للمنتج الجديد. وبفضل خطأ الصيدلي تم اكتشاف الخواص المخفضة للحرارة للأسيتانيليد. ولكن خواصه المسكنة للألم اكتشفت بعد ذلك بزمن طويل، فالأسيتانيليد هو أبو الباراسيتامول الفيناسيتين. وكان للدكتور هيب أخ يعمل في شركة صغيرة هي شركة «كاله وشركاه»، والتي تنتج الأسيتانيليد. فاقترح عليه استخدام اكتشافه لطرحه في الأسواق لمنافسه مخفضات الحرارة التقليدية التي كانت موجودة حينها مثل حمض الساليسيليك. وأصبح الأسيتانيليد منتجاً تجاريًاً تحت اسم أنتيفيبرين . وفي نهاية سنة 1880، طُرح البارانيتروفينول في الأسواق بأسعار أرخص من الأسيتانيليد. فطلب كارل دويسبيرغ، مسؤول الأبحاث وبراءات الاختراع في شركة باير، المعروفة باسم شركة فريدريش باير وشركاه، طلب من العاملين في القسم العمل على البارانيتروفينول والبحث عن استخدام مفيد له. فكانت لدي اوسكار هينزبيرغ فكرة تحويله إلى أسيتوفينيتيدين. وكانت عملية تخليق هذه المادة لها هدف تجاري بحت وجاءت معهم بالحظ، وأظهرت التجارب أن هذه المادة أقوى من الأنتيفيبرين ولها أعراض جانبية أقل. فقرر دويسبيرغ تسويق المادة الجديدة تحت اسم «فيناسيتين». وقبل ذلك في سنة 1878، قام هارمون نورتروب مورسه لأول مرة بتخليق الباراسيتامول عن طريق اختزال البارا-نيتروفينول مع القصدير في حمض الخليك الثلجي. وعلى الرغم من ذلك فلم يُستخدم الباراسيتامول في العلاج الطبي حتى سنة 1893. وفي هذا العام، أُكتشف الباراسيتامول في بول الأفراد الذين تعاطوا الفيناسيتين، فقام الكيميائيون بتركيزه إلى مركب أبيض ومتبلر ذي طعم مر. وفي سنة 1899، وُجد أن الباراسيتامول هو مُستقلب من الأسيتانيليد. وقد تم تجاهل هذا الاكتشاف وقتها.

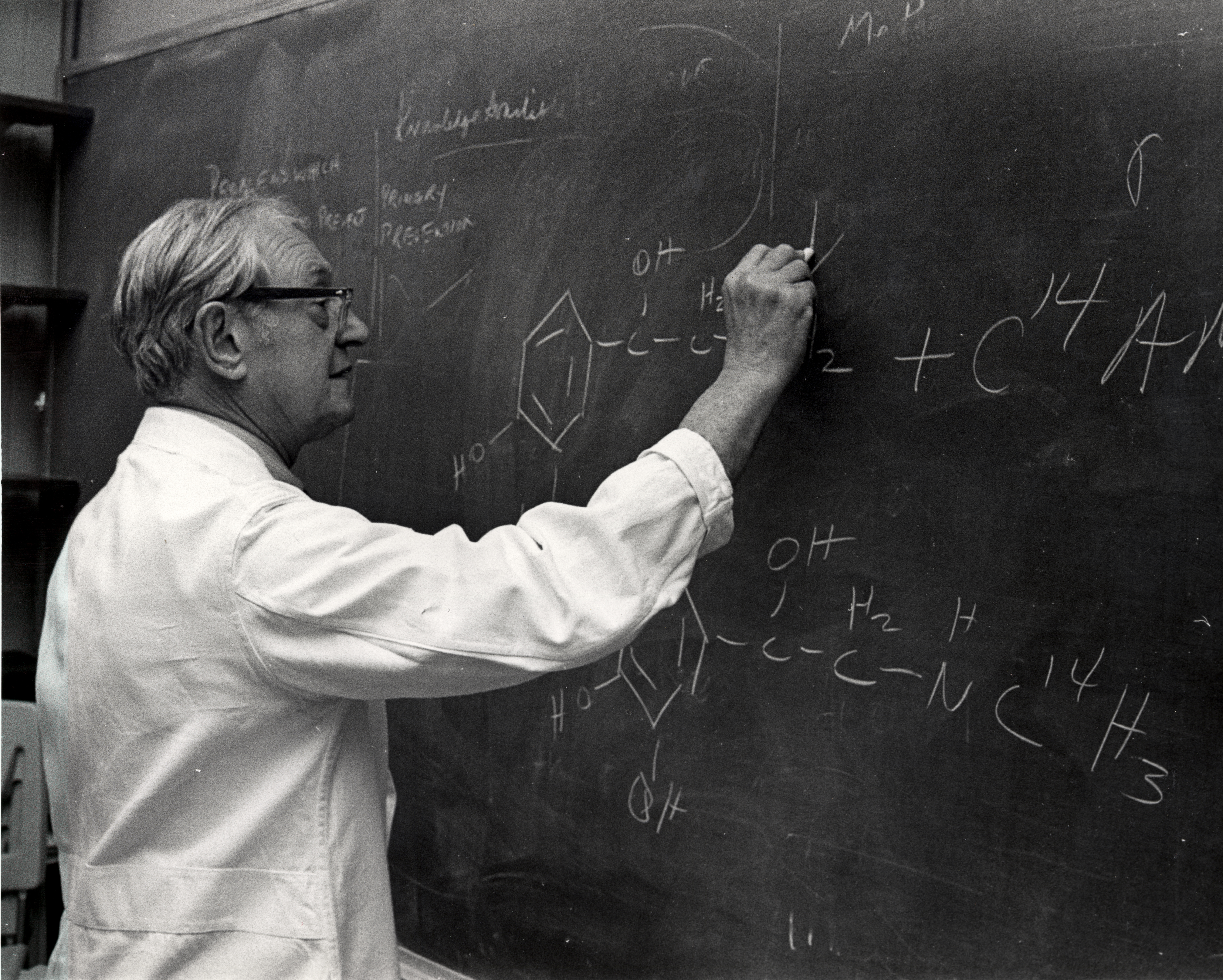
جوليوس أكسلرود سنة 1948 يشرح كيفية تحول الأسيتانيليد إلى باراسيتامول.

في سنة 1946، أُعطي معهد دراسات المسكنات والأدوية المهدئة منحة من السلطات الصحية بمدينة نيويورك لدراسة المشاكل المرتبطة باستخدام المسكنات. وقد عُين كلا من بيرنارد وجوليوس أكسلرود للتحري عن سبب ظهور متلازمة عوز الميتهيموغلوبين، وهي حالة تؤدي إلى نقص قدرة الدم على حمل الأكسجين ويمكن أن تؤدي للوفاة. وفي سنة 1948، ربط برودي وأكسلرود بين استخدام الأسيتانيليد ومتلازمة عوز الميتهيموغلوبين وأكدا أن التأثير المسكن للأسيتانيليد يرجع إلى مُستقلبه النشط الباراسيتامول. وقد دافعوا عن استخدام الباراسيتامول طالما أنه لا يمتلك التأثيرات الضارة للأسيتانيليد.
وقد طرحت شركة معامل ماكنيل الدواء لأول مرة في الأسواق سنة 1955 كمعالج للحمى والألم للأطفال، تحت الاسم التجاري «إكسير تايلينول للأطفال».
وفي سنة 1956، طرح فريدريك ستيرنز وشركاه أقراص الباراسيتامول 500 ميليغرام في أسواق المملكة المتحدة تحت الاسم التجاري «بانادول». وكان البنادول يُصرف فقط بأمر الطبيب لتسكين الألم والحمى. وكانت دعايته «لطيف على المعدة» لأن باقي المسكنات الأخرى كانت تحتوي على الأسبرين وقتها وهو مهيج معوي. وفي يونيو من سنة 1958، تم طرح إكسير بندول للأطفال. في سنة 1963، تم إضافة الباراسيتامول إلى دستور الأدوية البريطاني، واكتسب شعبية حينها كمسكن قليل الأعراض الجانبية وقليل التفاعل مع الأدوية الأخرى. انتهت صلاحية براءة اختراع الباراسيتامول في الولايات المتحدة منذ زمن طويل، ويُسمح بإنتاجه في الدول الأخرى بأسماء عامة مختلفة.

## الخصائص الكيميائية

### التركيب والتفاعلية

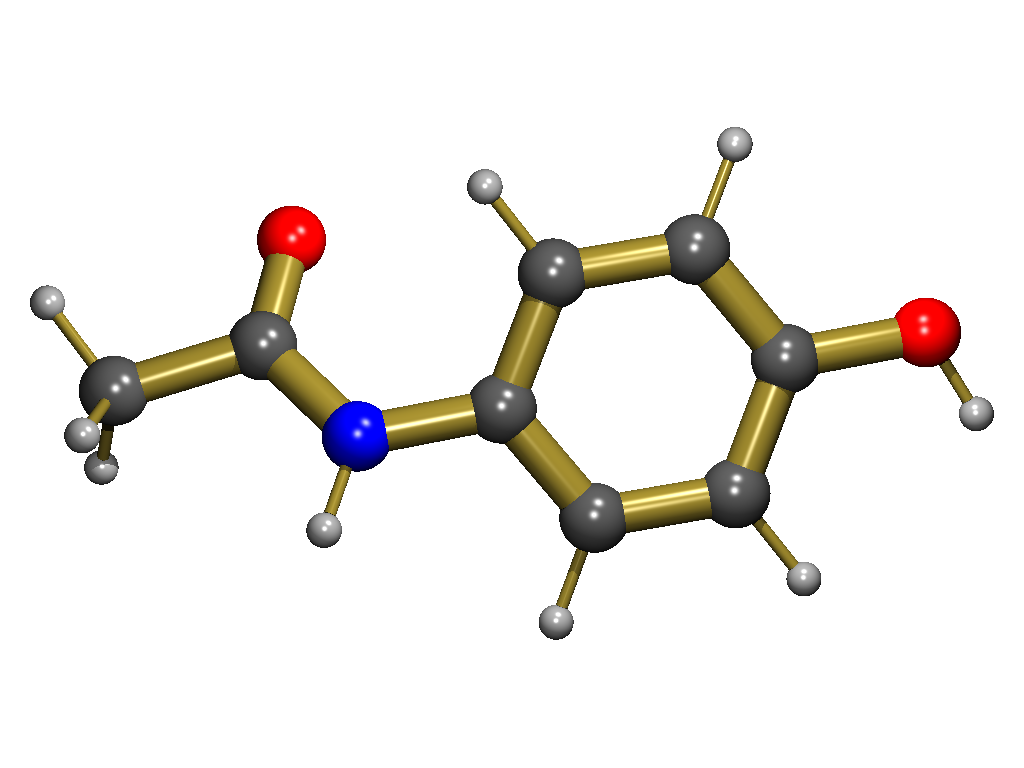
تمثيل عصوي ثلاثي الأبعاد لجزيء الباراسيتامول الذي يتكون من حلقة بنزين مستبدلة بمجموعة هيدروكسيل ومجموعة أميد في الوضع بارا.

يتكون الباراسيتامول أساساً من حلقة بنزين، استبدلت بمجموعة هيدروكسيل وذرة نيتروجين مجموعة أميد (الأسيتاميد) في الموقعين بارا (1,4). وهو نظام مترافق بشكل كبير إذ أن زوج الإلكترونات الوحيد على أكسجين مجموعة الهيدروكسيل، سحابة الإلكترونات π على حلقة البنزين، زوج إلكترونات النيتروجين الوحيد، والمدار الذري ب على ذرة كربون مجموعة الكربونيل والزوج الوحيد على أكسجين مجموعة الكربونيل كلهم مترافقون. ويزيد تواجد مجموعتان محفزتان أيضاً من قابلية حلقة البنزين للاستبدال الحلقي المحب للإلكترونات. وبما أن كلا المستبدلين على الحلقة البنزنية يقومان بالتوجيه لمواقع أرثو وبارا وكانا في وضعية بارا بالنسبة لبعضهما البعض فإن جميع المواقع على الحلقة تكون مفعلة كيميائياً بشكل متساو. ويقلل الترافق من قاعدية ذرات الأكسجين والنيتروجين بصورة كبيرة، بينما يزيد من حامضية مجموعة الهيدروكسيل عبر نقل الشحنة التي تظهر على الدالف، أو الأنيون، السالب فينوكسيد.

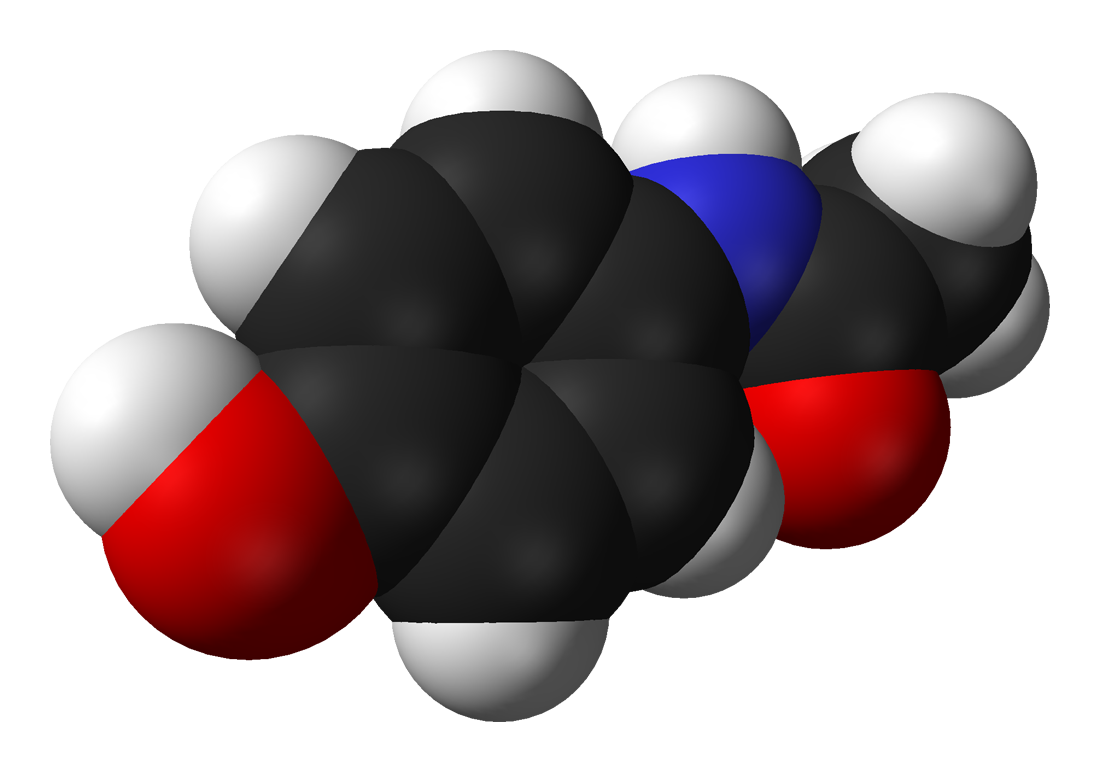
تمثيل فراغي ثلاثي الأبعاد للباراسيتامول.

### خصائص المادة
باراسيتامول مادة بلورية بيضاء تنصهر عند 170° مئوية. تنحل هذه المادة في الكحولات بشكل جيد وكذلك في الماء المغلي، إلا أنها ضعيفة الانحلال بالماء البارد 14 غ/ل عند 20° مئوية. كثافة المادة في الحالة الصلبة تبلغ 1,293 غ/سم3 وله كتلة مولية مقدارها 151,165 غ/مول. الباراسيتامول مثل الفينول له خواص حمضية ضعيفة، حيث أن قيمة الأس الهيدروجيني pH للمحلول منه تتراوح بين 5.5 و 6.5.

### التخليق

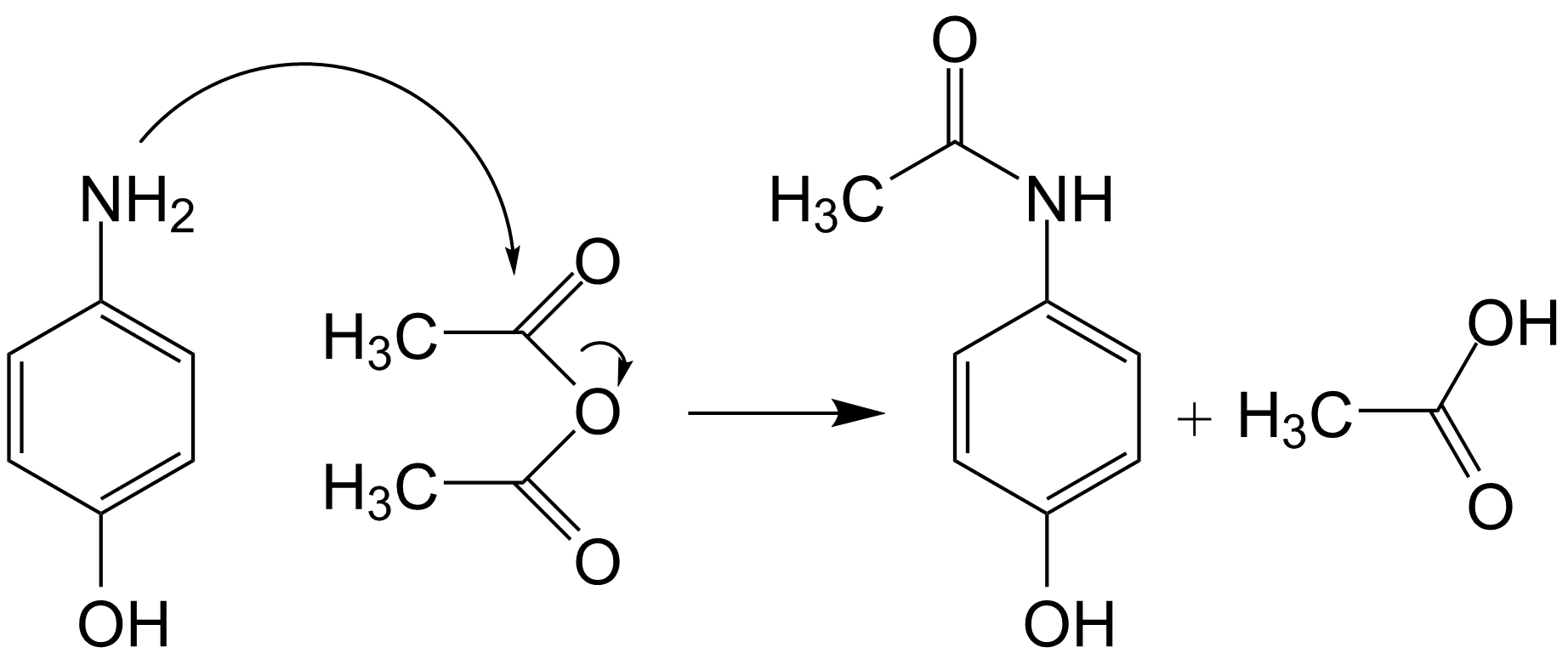
تخليق الباراسيتامول، تفاعل البارا أمينوفينول مع حمض الخليك اللامائي.

يمكن اصطناع الباراسيتامول كيميائياً من الفينول بالطريقة الآتية:

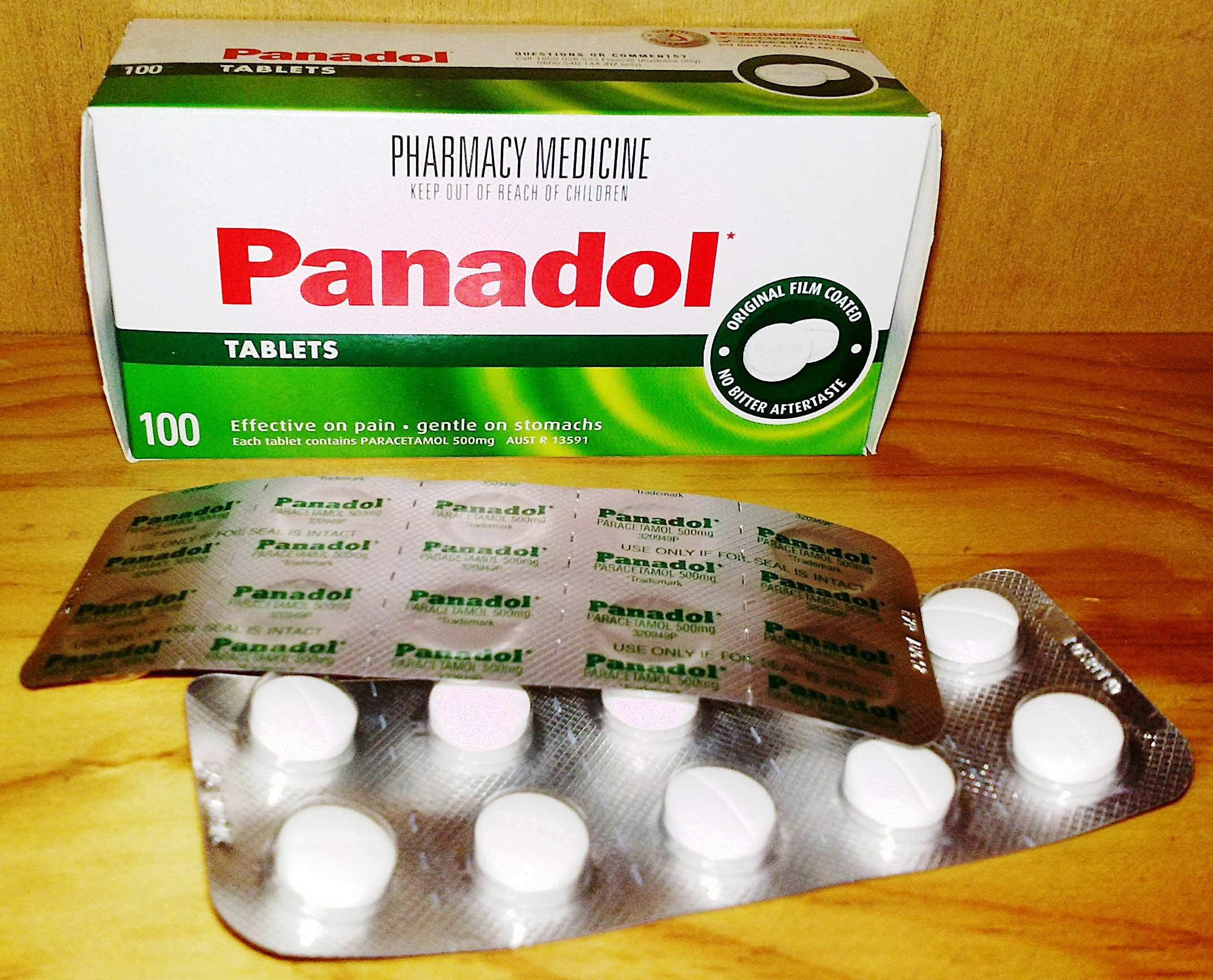
البنادول من أشهر الأسماء التجارية للباراسيتامول

1- نترتة الفينول باستخدام حمض الكبريتيك ونترات الصوديوم، ولأن الفينول نشط جداً، فإن عملية نيترته تتطلب شروط لطيفة جداً بالمقارنة مع البنزين الذي يتطلب حمض نيتريك ساخن.
2- يتم فصل المتماكب بارا من المتماكب أرثو بالتقطير التجزيئي، وسيكون هناك القليل من متماكبات ميتا، لأن الهيدروكسيل يوجه الاستبدال للموقعين أرثو وبارا.
3- يُختزل 4-نيتروفينول إلى 4-أمينوفينول باستخدام عامل مختزل مثل بوروهيدرد الصوديوم في وسط قاعدي.
4- يتفاعل 4-أمينوفينول مع حمض خليك لامائي ليعطي الباراسيتامول.
لاحظ أن تخليق الباراسيتامول لايمر بالمراحل الصعبة والعويصة التي تمر بها تقريباً كل الأدوية الأخرى: فعدم وجود مراكز فراغية يعني عدم الحاجة لتصميم نظام اصطناع اختياري لمركز فراغي معين. ولذلك يسهل صناعة الباراسيتامول.

## آلية عمل الدواء
لا تزال الآلية التي يقلل بها الباراسيتامول الحمى والألم مثار الكثير من النقاش. وسبب هذا الجدل يرجع بصورة كبيرة إلى تشابه كلاً من الباراسيتامول والأسبرين في منع إنتاج المركبات الكيماوية البروستاغلاندية المسببة للالتهاب. ولكن على عكس الأسبرين فأن الباراسيتامول لايمتلك الكثير من الصفات المضادة للالتهاب. وكذلك فأن الباراسيتامول - على عكس الأسبرين أيضاً - لايقوم بمنع المركبات الثرومبوكسانية التي تسبب تجلط الدم. ومن المعروف أن الأسبرين يقوم بمنع عائلة إنزيمات السيكلوأكسجيناز، أو الكوكس. وبسبب التشابه الجزئي بين تأثير الأسبرين وتأثير الباراسيتامول، فقد ركز الباحثون على تحري إذا كان الباراسيتامول يقوم بمنع عائلة السيكلوأكسجيناز أيضاً. وأقترح العلماء طريقتين يعمل بهما الباراسيتامول ولكن لايوجد تأكيد على صحتهما حتى الآن.
وعائلة إنزيمات الكوكس هي المسؤولة عن استقلاب حمض الأراكيدونيك إلى بروستاغلاندين هـ2، وهو جزيء غير ثابت ولذلك يتحول إلى العديد من المركبات الأخرى المسببة للالتهاب. وتقوم مضادات الالتهاب التقليدية - مثل مضادات الالتهاب اللاستيرويدية - بغلق هذه الخطوة. وتعتمد فاعلية إنزيم الكوكس على وجوده في الحالة المتأكسدة ليقوم بنشاطه المتخصص في استقلاب حمض الأراكيدونيك. وقد تبين أن الباراسيتامول يختزل إنزيم الكوكس المتأكسد ليمنعه من تكوين الكيماويات المسببة للالتهاب.
وقد أظهرت دراسة أن الباراسيتامول يعمل على الجهاز الكانابينويدي الداخلي. فالباراسيتامول يُستقلب إلى ن-أراكيدونويل فينول أمين (AM404)، وهو مركب له العديد من التأثيرات؛ أكثرها أهمية أنه يمنع الخلايا العصبية من امتصاص الأنانداميد الكانابينويدي/الفانيلويدي الداخلي. فامتصاص الأنانداميد يمكن أن ينتج عنه تفعيل مستقبل الألم الرئيسي في الجسم وهو المستقبل الفانيلويدي. وبالإضافة إلى ذلك، فإن الن-أراكيدونويل فينول أمين يغلق قنوات الصوديوم بطريقة مماثلة لطريقة المخدرين ليدوكائين وبروكائين. ولكن لم يُثبت حتى الآن أن هاتين الآليتين السابقتين يمكنهما تسكين الألم، ولايزالا من الآليات المحتملة لعمل الباراسيتامول. على الرغم من ذلك فعند غلق مستقبلات الكانابينويد فإن الباراسيتامول يفقد مفعوله المسكن للألم، وهذا يرجح فرضية أن الباراسيتامول يعمل فعلاً على الجهاز الكانابينويدي الداخلي لتسكين الألم.
تقترح إحدى النظريات أن الباراسيتامول يعمل عن طريق منع الكوكس-3، وهو «أيزوفورم» من عائلة إنزيمات السيكلوأكسجيناز. ولدى هذا الإنزيم - عند إفرازه في الكلاب - تشابه قوي مع إنزيمات الكوكس الأخرى، ويقوم بإنتاج الكيماويات المسببة للالتهاب. ويقوم الباراسيتامول بمنعه انتقاءياً. ولكن بعض الأبحاث تقول أن إنزيم الكوكس-3 لا يسبب الالتهابات في البشر والفئران. ويُحتمل أيضاً أن الباراسيتامول يغلق مفعول السيكلوأكسجيناز بنفس طريقة الأسبرين ولكن في منطقة الالتهاب توجد البيروكسيدات الذي تمنع التأثير المأكسد للباراسيتامول. وهذا يعني أن هذه الاحتمالية غير صحيحة وأن الباراسيتامول لايعمل في منطقة الالتهاب ولكنه يعمل على الجهاز العصبي المركزي حيث لاتوجد عوامل مؤكسدة. ولا تزال الآلية التي يؤثر بها الباراسيتامول على الكوكس-3 محل جدل بين الباحثين.

## حركية الدواء

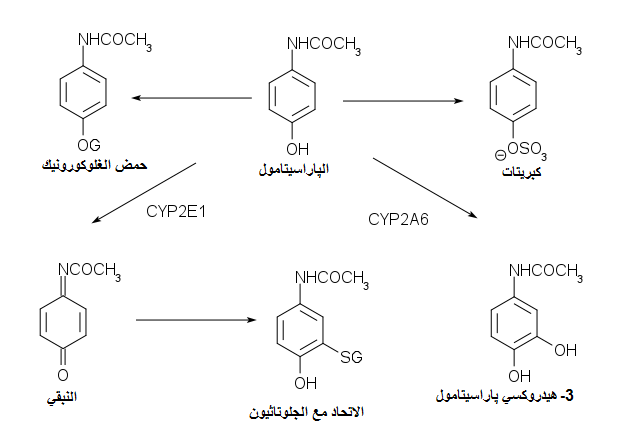
الطرق المختلفة لطرح الباراسيتامول، في الأعلى إلى اليسار الطريق الأساسي للترافق مع حمض الغلوكورونيك وإلى اليمين الترافق مع الكبريتات. وفي الأسفل إلى اليسار الطريق المؤدي إلى النبقي المسؤول عن التسمم، وفي الأسفل على اليمين المركب الهامشي 3-هيدروكسي باراسيتامول.

يُمتص الباراسيتامول بصورة سريعة وكاملة عند تعاطيه بالفم: ويصل إلى أعلى مستوياته في البلازما خلال 15 دقيقة (الأقراص الفوارة) وخلال فترة ممتدة بين 30 و 60 دقيقة (الأقراص أو المسحوق). وينتشر الباراسيتامول سريعاً في جميع أنسجة الجسم.
يُستقلب الباراسيتامول بصورة أساسية في الكبد، حيث تتضمن مستقلباته الأساسية مترافقات الكبريتات والغلوكورونيد الخاملة التي تُطرح كلوياً. ولكن تبقى كمية صغيرة نسبياً تستقلب بنظام السيتوكروم «ب450» الكبدي وينتج المستقلب الهامشي (ن-أسيتيل-بارا-بنزو-كينون إمين، ويُختصر نبقي NAPQI) المسؤول عن التأثيرات السامة للباراسيتامول.
يقوم الحمض الأميني جلوتاثيون باختزال النبقي ثم يخرج في البول بعد ترافقه مع السيستئين وحمض المركابتوبوريك.
يُطرح الباراسيتامول بصورة أساسية في البول: تُطرح 90% من الجرعة عن طريق الكلية خلال 24 ساعة، في صورة مترافق غلوكورونيد بصورة أساسية (60-80%) ومترافق كبريتات (20-30%) وأقل من 5% في صورة باراسيتامول. وعمر النصف الحيوي ساعتان تقريباً.

## مقارنة مع مضادات الالتهاب اللاستيرويدية
على عكس المسكنات الشائعة الأخرى مثل الأسبرين الإيبوبروفين، فإن الباراسيتامول لديه نشاط مضاد للالتهاب ضئيل نسبياً، ولذلك لا يُعتبر مضاد التهاب لاستيرودي.

### الكفاءة
عند مقارنة الباراسيتامول بمضادات الالتهاب اللاستيرويدية الأخرى، تُظهر الدراسات نتائج متناقضة. فقد وجدت دراسة معتمدة على تجربة عشوائية لعلاج ألم الفصال المزمن في البالغين أن الباراسيتمول له نفس فائدة وتأثير الإيبوبروفين. وعلى الرغم من ذلك فأن تجربة عشوائية أخرى لعلاج ألم العظام في الأطفال وجدت أن جرعة الإيبوبروفين القياسية الموجودة في المنتجات فوق الطاولة، والبالغة 400 ميليغرام تعطى تسكين أعلى للألم من جرعة الباراسيتامول القياسية البالغة 1000 ميليغرام.

### الآثار الجانبية
عند تناول الباراسيتامول بالجرعات الموصى بها فأنه لا يهيج جدار المعدة أو يؤثر على تجلط الدم كما تفعل مضادات الالتهاب اللاستيرويدية الأخرى أو حتى يؤثر على وظائف الكلية. ولكن أظهرت بعض الدراسات أن الجرعة العالية، التي تزيد عن 2,000 ميليغرام في اليوم، يمكنها أن تزيد من احتمالية التعرض لمضاعفات في الجهاز الهضمي العلوي.
الباراسيتامول آمن أثناء الحمل، ولا يؤثر على غلق القناة الشريانية الجنينة كما تفعل مضادات الالتهاب اللاستيرويدية. وبالتناقض مع الأسبرين، فإن الباراسيتامول آمن للأطفال لأنه لا يسبب متلازمة راي في الأطفال المصابين بأمراض فيروسية. بالتماثل مع مضادات الالتهاب اللاستيرويدية وبالتناقض مع المسكنات الأفيونية، فأن الباراسيتامول لايسبب غبطة أو يغير المزاج بأي شكل من الأشكال. وبينما يمكن للباراسيتامول ومضادات الالتهاب اللاستيرويدية أن تضر الكبد، إلا أن لها احتمالية ضعيفة في أن تسبب إدمان، اعتماد حيوي، تحمل، أو أعراض انسحاب.
يمكن للباراسيتامول، خصوصاُ بالاشتراك مع الأفيونات الضعيفة، أن يسبب صداع مرتد أكثر من مضادات الالتهاب اللاستيرويدية، وهذا صداع بسبب كثرة استخدام الدواء، على الرغم من ذلك فإن هذه الاحتمالية أقل بالمقارنة مع الإرغوتامين أو التريبتانات التي تستخدم لعلاج الشقيقة.
في سنة 2008، قدمت دراسة حالة أولية معتمدة على بحث أولي الدليل على أن تعاطي الباراسيتامول بعد اللقاح الثلاثي، ضد الحصبة، النكاف، والحصبة الألمانية، مرتبط بظهور التوحد في الأطفال التي تتراوح أعمارهم من سنة إلى 5 سنوات. ويبدو أن هذا يظهر فقط في الأطفال الذين يظهرون ارتداد يصاحبه عواقب ما بعد التطعيم مثل حمى. ولم يظهر هذا التأثير مع مسكنات الألم الأخرى مثل الإيبوبروفين. لم يتم تأكيد هذه الدراسة من مصدر مستقل.

## الاستعمال

### دواعي الاستعمال
- تسكين الألم سواء كان حاد أو مزمن، خفيف أو متوسط الشدة.[85] ويمكن استخدامه بمفرده أو بالاشتراك مع مسكنات أخرى مثل الكودائين، الديكستروبروبوكسيفين، أو الترامادول.
- علاج أعراض الحمى خصوصاً عند الأطفال. وهو الملاذ الأول لتخفيض الحرارة المرتفعة عند الأطفال.[85][86]

### موانع الاستعمال
- الحساسية من الباراسيتامول
- تليف كبدي حاد

يمكن أن يوجد الأسبارتام مع الباراسيتامول في بعض المستحضرات، وفي هذه الحالة يمنع استخدامه في حالة الفينايلكيتونوريا.

### الحمل والرضاعة
- يمكن استعمال الباراسيتامول أثناء الحمل والرضاعة. ولم يثبت بأن له تأثيرات تؤدي لتشوه الأجنة أو تسممها أثناء الحمل.[87]
- أثناء فترة الرضاعة، يعبر الباراسيتامول في حليب الأم إلى الرضيع وتكون نسبته في الحليب أقل من 2% ولذلك لا يمنع استعماله للمرضعات.[87]
- من المحتمل أن توجد علاقة بين تعاطي الحوامل للباراسيتامول أثناء الحمل خصوصاً في الثلاثة أشهر الأولى وبين احتمال إصابة الأطفال بمشاكل تنفسية أو ربو قبل بلوغهم سن السابعة.[88]

### التداخلات الدوائية
بعيداً عن بعض مضادات التجلط الفموية، لا توجد أي تداخلات بين الباراسيتامول وأي دواء آخر. وعند استخدام 3 غرامات باراسيتامول يومياً مقسمة على جرعات ولمدة أربعة أيام متصلة، يمكنه أن يزيد من نشاط مضادات التجلط المضادة لفيتامين ك. وفي هذه الحالة، يجب وضع المريض تحت الملاحظة.

#### التداخلات الدوائية المتعمدة
يقصد بالتداخلات الدوائية المتعمدة (بالإنجليزية: intended drug interactions) تلك المقصودة لتقليل عرض جانبي و/أو لزيادة كفاءة الدواء. الأدوية التالية تزيد من كفاءة وتسكين الباراسيتامول: كافيين، الأسبرين. الميتوكلوبراميد والدومبريدون يقللان من إفراغ المعدة وبالتالي يزيدان من امتصاص الباراسيتامول. يبدي الباراسيتامول مفعولا تآزريا (بالإنجليزية: synergestic effect) مع كل الآيبوبروفين حيث يزيد كل منهما من القدرة التسكينية للآخر. يزيد الفينوباربيتون من تسكين الباراسيتامول لكنه كذلك يزيد من سميته حيث أنه يزيد من نشاط الإنزيمات الكبدية فيزيد معدل تكون المستقلب السام.

### الاختباراتالمعملية
يمكن للباراسيتامول أن يتداخل مع الاختبارات المعملية الآتية ويغير من نتائجها الحقيقية:
- قياس كمية حمض اليوريك في الدم بطريقة حمض الفوسفوتنغستيك.
- قياس تركيز الغلوكوز في الدم بطريقة الغلوكوز أوكسيداز - بيروكسيداز.

### التداخلاتالغذائية
لا يوجد أي نوع من التداخلات تم الإبلاغ عنها بين الباراسيتامول وأي نوع من الأطعمة.

### معلومات عامة
- يمكن شراءه من الصيدليات بدون أمر الطبيب.
- في حالة نسيان ميعاد أخر جرعة أُخذت، يمكن تعاطي الباراسيتامول في ذلك الوقت ثم يستكمل نظام العلاج كما قرره الطبيب مع مراعاة أخذ الجرعات كل 4 ساعات.
- يجب ابتلاع أقراص الدواء مع سوائل مثل الماء أو اللبن أو عصير فواكة.

## التسمم
تحتوي العديد من الوصفات على الباراسيتامول سواء كانت أدوية متاحة بدون وصفة أو بأمر الطبيب. وبسبب سهولة الحصول عليه من الصيدليات أو المتاجر توجد احتمالية كبيرة أن يحدث للمستهلك تسمم من جراء تناول جرعة مفرطة. ويمكن أن تؤدي الجرعة المفرطة إلى فشل كبدي يؤدي للموت في غضون أيام مالم يُعالج المصاب في الحال.لايزال التسمم بالباراسيتامول هو السبب الأكثر شيوعاً للفشل الكبدي الحاد في الولايات المتحدة وبريطانيا.

### آلية التسمم
تتحول معظم كمية الباراسيتامول إلى مركبات خاملة خلال المرحلة الثانية من الاستقلاب التي يتم فيها ترافق الباراسيتامول مع الكبريتات والغلوكورونيد. وتتأكسد كمية صغيرة من الباراسيتامول عن طريق إنزيمات السيتوكروم بي 450 وتتحول إلى مستقلب وسيط عالي التفاعلية (النبقي أو ن-أسيتيل-بارا-بنزو-كينون إمين).
يقوم الحمض الأميني الغلوتاثيون بمنع التسمم بالنبقي عن طريق الترافق معه وتكوين مركب جديد غير سام. ولكن في حالات زيادة كمية الباراسيتامول في الجسم، فإن الباراسيتامول يترافق مع كل كميات الكبريتات والغلوكورونيد المتاحة وتتجه الكمية الباقية منه إلى إنزيمات السيتوكروم 450 ب ليتحول إلى النبقي. وتكون كمية النبقي أكثر من كمية الغلوتاثيون اللازمة للترافق معه وبالتالي يستنفذ الغلوتاثيون من الخلايا الكبدية، ويكون النبقي حراً في التفاعل مع جزيئات الأغشية الخلوية الكبدية مما ينتج عنه دمار خلوي واسع في الكبد يسبب تليف كبدي حاد يؤدي إلى الوفاة. وقد أظهرت التجارب الحيوانية أن التسمم الكبدي يحدث عندما تستنفذ نسبة الغلوتاثيون الكبدي إلى أقل من 70%.

### الجرعة السامة
تتنوع جرعة الباراسيتامول السامة تنوعاً كبيراً. ففي البالغين، جرعة واحدة أعلى من 10 غرام أو 200 مغ/كغ يمكن أن تسبب تسمم. ويمكن أن يحدث تسمم أيضاً عند تعاطي عدة جرعات صغيرة على مدار اليوم مجموعها أعلى من هذه الكمية. أما في الأطفال فجرعة واحدة أعلى من 200 مغ/كغ يمكن أن تسبب تسمم. لكن جرعة الباراسيتامول المفرطة نادراً ما تؤدي للمرض أو الوفاة في الأطفال. ونادراً ما يتناول طفل كمية باراسيتامول على مرة واحدة تتطلب علاجه. ولكن معظم حالات التسمم في الأطفال تأتي من الاستعمال المزمن للباراسيتامول.
عند تعاطي غرام واحد من الباراسيتامول أربع مرات في اليوم، فثلث المرضى يمكن أن تزيد عندهم قيم اختبار وظائف الكبد ثلاثة أضعاف القيم العادية. لكن من غير المؤكد إذا كان ذلك يمكن أن يؤدي إلى فشل كبدي.
ولأن الباراسيتامول يكون مُحضر بالاشتراك مع مواد أخرى في المستحضرات الطبية، فأنه من الضروري حصر جميع مصادر الباراسيتامول التي تناولها الشخص المصاب بالتسمم لمعرفة الكمية التي تناولها. فالباراسيتامول يدخل في العديد من التركيبات المسكنة للألم أو تركيبات الإنفلونزا. وفي بعض الأحيان يحضر بالاشتراك مع أفيونات مثل الهيدروكودون لتقليل استعمال الباراسيتامول بدون داعي وكذلك حتى لا يدمن المريض المادة الأفيونية. وفي الواقع فأن الموتى بسبب الجرعات المميتة أو الفشل الكلوي المزمن من جراء استعمال الباراسيتامول أكثر من عدد الموتى بسبب الأفيونات.

### عوامل الخطورة
يحفز الانكباب المزمن على تناول المشروبات الكحولية إنزيمات السيتوكروم 450 ب، مما يؤدي إلى زيادة احتمالية الإصابة بتسمم الباراسيتامول. وعلى الرغم من ذلك فأن هذه الاحتمالية لا تزال محل جدل بين علماء السموم. وذهب بعضهم إلى القول أن تناول الكحول عند تناول جرعة باراسيتامول مفرطة له تأثير واقي من التسمم.
والصيام عامل خطورة لأنه عند الصيام تستنفذ مخزونات الغلوتاثيون الكبدية. ومن المعروف أن الإيزونيازيد - وهو محفز للسيتوكروم 450 ب - يزيد من خطورة تسمم الكبد ولكن آلية حدوث هذا التسمم الكبدي غير معروفة. ولكن من المؤكد أن الاستخدام المتزامن لأي دواء محفز للسيتوكروم مع الباراسيتامول سواء كان أيزونيازيد، كاربامازيبين، فينيتوين أو باربيتيورات يزيد من احتمالية التسمم بالباراسيتامول.

### العلامات والأعراض
لا يظهر على الأفراد الذين تناولوا جرعة مفرطة من الباراسيتامول أي أعراض معينة خلال 24 ساعة. ويمكن أن تحدث أعراض غثيان، قيء، وتعرق غزير في البداية، وتختفي بعد عدة ساعات في معظم الحالات. وإذا أُمتصت الجرعة السامة، يصاب الفرد بفشل كبدي صريح بعد فترة من عدم ظهور أعراض التسمم عليه. وعند تناول جرعات كبيرة جداً يمكن أن تحدث غيبوبة وحماض استقلابي قبل الإصابة بالفشل الكبدي.
يحدث الضرر للخلايا الكبدية لأن الكبد هو مكان الاستقلاب الرئيسي للباراسيتامول. ولكن في بعض الحالات النادرة، يمكن أن يحدث فشل كلوي حاد. وهذا يحدث عادة بسبب أما متلازمة كبدية-كلوية أو متلازمة اختلال وظيفة أكثر من عضو. ويمكن أن يكون الفشل الكلوي الحاد هو العرض الظاهري الأول للتسمم بدلاً من الفشل الكبدي الحاد. ويُرجح أن المستقلب السام قد تم إنتاجه في الكلية أكثر منه في الكبد في هذه الحالة.
وتختلف شدة التسمم بالباراسيتامول على حسب كمية الجرعة وسرعة ودقة العلاج. ويمكن أن يؤدي التليف الكبدي الشامل في بعض الحالات إلى فشل كبدي خاطف يصاحبه مضاعفات مثل نزف، انخفاض غلوكوز الدم، فشل كلوي، اعتلال الدماغ الكبدي، وذمة دماغية، نتان، واختلال وظيفة العديد من أعضاء الجسم والموت خلال أيام. وفي معظم الحالات يمكن أن يشفى المريض من التليف الكبدي ويرجع الكبد إلى حالته الطبيعية خلال أسابيع قليلة.

### تشخيص التسمم
يمكن التأكد من ظهور تسمم الكبد في غضون فترة تتراوح من يوم إلى أربعة أيام. وفي الحالات الخطيرة، يمكن التأكد خلال 12 ساعة فقط. ويحتمل وجود مضض في المراق الأيمن. ويمكن أن تُظهر الاختبارات المعملية الدليل على الإصابة بتليف كبدي جسيم عن طريق المستويات المرتفعة للأسبرتات ترانسأميناز، ألانين ترانسأميناز، البيليروبين، وزيادة زمن التجلط، وخصوصاً زيادة زمن البروثرومبين. ويمكن تشخيص تسمم الكبد بسبب تناول جرعة باراسيتامول مفرطة عندما يتعدا الأسبرتات ترانسأميناز والألانين ترانسأميناز 1000 وحدة دولية/لتر. ويمكن أن تتعدى مستويات الأسبرتات ترانسأميناز والألانين ترانسأميناز 10,000 وحدة دولية/لتر. وعموماً فأن الأسبرتات ترانسأميناز يكون أكثر من الألانين ترانسأميناز في حالة تسمم الكبد بسبب الباراسيتامول.
ظهر جهاز النوموغرام لقياس كميات الدواء في الدم عام 1975، وساعد الجهاز على تأكيد خطورة التسمم بالباراسيتامول عند قياسه في الدم بعد فترة معينة من تناوله. ولتحديد احتمالية الإصابة بالتسمم الكبدي، يتم تتبع مستوى الباراسيتامول على طول جهاز النوموغرام القياسي. ويمكن أن تعطى عينة الدم التي تُسحب بعد أول أربع ساعات من تناول الباراسيتامول قياس أقل من الكمية الموجودة فعلاً في الدم لأنه يمكن أن يكون الباراسيتامول لا يزال في مرحلة الامتصاص في القناة الهضمية. كما أن تأخير سحب العينة غير محبز لأن تاريخ هذه الحالات غير موثق كفاية ويجب قياس مستوى الباراسيتامول دائماً لإعطاء الدرياق وقت التأكد من وجود مستوى سام في الدم.

### العلاج

#### العلاج الأولي
في البداية، تُعالج جرعة الباراسيتامول المفرطة البسيطة، مثل معظم باقي الجرعات المفرطة، بالتطهير المعوي. كما يلعب الأسيتيل سيستئين دوراً مهماً كترياق. ويُمتص الباراسيتامول كاملاً في القناة الهضمية خلال ساعتين في الظروف العادية، ولذلك يمكن أن يفيد التطهير المعوي قبل مرور هذا الوقت على تناول الباراسيتامول. ويؤخر وجود الغذاء في المعدة امتصاص الباراسيتامول. وتوجد العديد من الخيارات التي يمكن أن يتبعها الطبيب لتطهير المعدة. وفي الأغلب يتم استخدام الفحم المنشط، كما يمكن غسل المعدة إذا كانت الكمية يمكن أن تهدد حياة المريض ويتم اجراءها خلال ساعة من التعاطي. ولايفيد شراب عرق الذهب في علاج جرعة الباراسيتامول المفرطة لأن القيء يعطل مفعول الفحم المنشط والأسيتيل سيستئين الفموي.
يقلل الفحم المنشط من امتصاص الباراسيتامول في القناة الهضمية بامتزازه. ويفضل الأطباء استعمال الفحم المنشط على الغسيل المعوي لأن الأخير يمكن أن يسبب ذات الرئة الاستنشاقية. وكان الأطباء في السابق يترددون في استعمال الفحم المنشط لاحتمال امتزازه للأسيتيل سيستئين. وقد أظهرت دراسات أن الاستيل سستين الفموي يُمتص بنسبة 39% فقط عند إعطاءه في نفس الوقت مع الفحم المنشط. وتحبذ دراسات أخرى استخدام الفحم المنشط قبل مرور ساعتين على تناول الجرعة المفرطة من الباراسيتامول. ويمكن استعماله بعد مرور ساعتين في حالة تأخر افراغ المعدة بسبب أدوية معينة أُخذت مع الباراسيتامول أو عند تناول مستحضرات باراسيتامول ممتدة المفعول. ويجب استعمال الفحم المنشط إذا كانت الأدوية المأخوذة مع الباراسيتامول تستدعي تطهير المعدة. أما بالنسبة للأسيتيل سيستئين الفموي، فهناك توصيات متناقضة بالنسبة لكمية وميعاد الجرعة التي يجب استعمالها بعد تعاطي الفحم المنشط.

#### أسيتيل سيستئين
يقلل الأسيتيل سيستئين (بالإنجليزية: N-Acetyl Cystine) من سمية الباراسيتامول بتوفيره مجموعات سلفهيدريل، في صورة غلوتاثيون بصورة أساسية، للتفاعل مع النبقي ومنعه من تدمير خلايا الكبد واطراحه خارج الجسم بلا ضرر. ويوصى باستعمال الميثيونين في بعض الحالات على الرغم من أن بعض الدراسات تؤكد أفضلية الأسيتيل سيستئين كترياق لجرعات الباراسيتامول المفرطة.
إذا تم استعمال الأسيتيل سيستئين قبل مرور ثماني ساعات على تعاطي الباراسيتامول، تقل خطورة التعرض لتسمم الكبد بصورة كبيرة. أما إذا استعمل بعد مرور ثماني ساعات، تقل فاعليته بصورة حادة لأنه حينها يكون قد بدأ مسلسل التفاعلات السامة في الكبد، وتزداد خطورة الإصابة بالتليف الكبدي الحاد الذي يؤدي للموت. وعلى الرغم من أن فاعلية الأسيتيل سيستئين تزيد عند استعماله مبكراً، إلا أنه يفضل تعاطيه بعد مرور 48 ساعة على بلع الباراسيتامول. وفي الممارسة الطبية، إذا حضر المريض للمستشفى بعد مرور ثماني ساعات على جرعة الباراسيتامول المفرطة، تصبح فائدة استعمال الفحم المنشط محل شك، ويبدأ العلاج بالأسيتيل سيستئين في الحال. وكان الطبيب في الماضي يعطي المريض الفحم المنشط بمجرد وصوله المستشفى، ثم يبدأ استعمال الأسيتيل سيستئين، وينتظر نتائج قياس مستوى الباراسيتامول في الدم من المعمل.
يُعتبر كل من الأسيتيل سيستئين الفموي والوريدي متساويا الكفاءة في الولايات المتحدة. بينما يُوصى باستعمال الأسيتيل سيستئين الوريدي في أستراليا، جنوب شرق آسيا وبريطانيا. يُعطى 140 مغ/كغ كجرعة تحميل من الأسيتيل سيستئين الفموي يتبعها 17 جرعة 70 مغ/كغ كل أربعة ساعات. ويُتحمل الأسيتيل سيستئين بصعوبة بسبب طعمه المر ورائحته غير الطبية واحتمال تسببه في غثيان وقيء. يمكن تخفيف تركيز محلول الأسيتيل سيستئين من العينات الموجودة منه في الصيدليات، والذي تبلغ نسبته 10% أو 20%، إلى تركيز 5% لزيادة تقبله من قِبل المريض. وعادة يمكن استعمال مستحضر الأسيتيل سيستئين المجهز للاستنشاق فموياً إذا تطلب الأمر. كما يمكن لصيدلي المستشفى أن يخفف المستحضر الاستنشاقي ويعقمه بالترشيح واستعماله وريدياً ولكن هذه الطريقة نادرة وغير شائعة. وإذا تطلب الأمر استعمال الفحم المنشط على عدة جرعات لتطهير المعدة من دواء بُلع من الباراسيتامول، يجب الفصل بساعتين بين جرعة الأسيتيل سيستيين والفحم المنشط.
يُستخدم الأسيتيل سيستئين الوريدي بالتسريب الوريدي المستمر على 20 ساعة (الجرعة الكاملة: 300 مغ/كغ). والاستعمال الموصي به يتضمن تسريب 150 مغ/كغ كجرعة تحميل تحل في 200 مليليتر دكستروز وتعطى خلال فترة ممتدة بين 15 و 60 دقيقة، يتبعها تسريب 50 مغ/كغ تحل في 500 مليليتر دكستروز وتعطى على 4 ساعات ثم تسرب 100 مغ/كغ الأخيرة تحل في 1000 مليلتر دكستروز وتعطى خلال ست عشر ساعة الباقية. ومن مميزات الاستعمال الوريدي للأسيتيل سيستئين أنه يقلل مدة بقاء المريض بالمستشفى ويريح كلا من الطبيب والمريض كما أنه يسمح باستعمال الفحم المنشط بدون القلق من امتزازه للأسيتيل سيستئين الفموي.
تتضمن تحاليل المعمل الأساسية التي يجب إجراءها على دم المريض قياس نسب البيليروبين، الأسبرتات ترانسأميناز، الألانين ترانسأميناز، وزمن البروثرومبين. وتجرى التحاليل يومياً على الأقل. وبمجرد أن يتم اكتشاف تعاطي جرعة مفرطة محتملة التسمم، يستمر إعطاء الأسيتيل سيستئين حتى ينتهي النظام الموضوع له حتى بعد أن تظهر التحاليل اختفاء الباراسيتامول في الدم. وإذا أصيب المريض بفشل كبدي، يجب استمرار استعمال الأسيتيل سيستئين وعدم الاكتفاء بالجرعات المعيارية الموصوفة حتى تتحسن وظائف الكبد أو يتم زرع كبد للمريض.

### ما بعد التسمم
يزيد معدل وفاة المريض بعد يومين من ابتلاع الجرعة المفرطة ويصل هذا الاحتمال إلى ذروته في اليوم الرابع ثم يتناقص تدريجياً. ويُوضع المرضى ذوي الحالة المتدهورة عادة تحت احتمال زرع كبد. ويكون احمضاض الدم هي المؤشر الهام الوحيد على معدل الوفاة والحاجة إلى زرع كبد. وأُبلغ عن معدل وفاة يبلغ 95% للمرضى الذين يقل الرقم الهيدروجيني لديهم عن 7,30. ومن المؤشرات الأخرى على الحالة المتدهورة تتضمن قصور وظيفة الكلي، اعتلال الدماغ الكبدي من الدرجة الثالثة أو أسواً، زيادة ملحوظة في زمن البروثرومبين، أو زيادة في زمن البروثرومبين من اليوم الثالث للرابع. وأظهرت إحدى الدراسات أنه عندما يكون مستوى العامل الخامس لتخثر الدم أقل 10% من المستوي الطبيعي، فهذا يدل على حالة متدهورة يصل احتمال الوفاة فيها إلى 91%، أما إذا كانت النسبة بين العامل الثامن إلى العامل الخامس أقل من 30، فإنها تدل على حالة جيدة، حيث يصل معدل النجاة إلى 100%.

### الوقاية
من إجراءات الوقاية من تسمم الباراسيتامول - بجانب الامتناع عن تناول الجرعات المفرطة - هو استخدام مستحضر بارادوت الذي يحتوي على 100 ميليغرام ميثيونين و 500 ميليغرام باراسيتامول. ويضمن الميثيونين وجود مستويات كافية من الغلوتاثيون في الكبد لحمايته إذا أُخذت جرعة باراسيتامول مفرطة.

## تأثير الباراسيتامول على الحيوانات
الباراسيتامول شديد السمية بالنسبة القطط، فلا يجب إعطائها الباراسيتامول تحت أي ظرف لأن القطط تفتقد إنزيمات الغلوكورونيل ترانسفيراز الضرورية لتكسير الباراسيتامول، فحتى قطعة صغيرة من قرص الباراسيتامول تستطيع قتلها. الأعراض الأولية لتسمم القطط تتضمن قيء، زيادة اللعاب، وتغير لون اللثة واللسان. ويُدمر الكبد في غضون يومين مما يؤدي للأصابة باليرقان. وعلى عكس التسمم في الإنسان، فأن أضرار الكبد نادراً ما يكون سبب النفوق؛ وعوضا عن ذلك فإن الاختناق الذي يسببه تكون الميتهيموغلوبين وإنتاج أجسام هاينز في خلايا الدم الحمراء مما يمنع نقل الأكسجين عبر الدم، يكون هو السبب الرئيسي وراء موت هذه الحيوانات. ويمكن علاج التسمم الناتج عن الجرعات الصغيرة بفاعلية ولكن يجب أن يكون سريعاً جداً.
أما في الكلاب، فالباراسيتامول مضاد التهاب مفيد وآمن، واحتمال تسببه في تقرح المعدة أقل من مضادات الالتهاب اللاستيرويدية. ويجب استخدامه بأمر الطبيب البيطري. ويتوفر مستحضر الباراسيتامول-كودائين المرخص للكلاب في صيدليات المملكة المتحدة بأمر الطبيب البيطري.
إذا اشتبه في تناول القطط لأي باراسيتامول أو إفراط الكلب في تناول جرعة من هذا الدواء، يجب عرضها على طبيب بيطري في الحال لإزالة التسمم. وتتضمن تأثيرات التسمم فقر دم انحلالي، أكسدة تدميرية لخلايا الدم الحمراء وميل للنزيف. ولا توجد أدوية منزلية تستطيع علاج تسمم الحيوانات، ورجوع الكبد لوظائفه الطبيعية يعتمد على سرعة عرض الحيوان على الطبيب البيطري. ويمكن أن يتضمن علاج جرعة الباراسيتامول المفرطة بواسطة الطبيب البيطري تعويض السوائل، الأسيتيل سيستئين، الميثيونين أو س-أدينوزيل-ل-ميثيونين لابطاء اضرار الكبد، وسيميتيدين للحماية من قرحة المعدة. وبمجرد حدوث اضرار الكبد فلا يمكن الرجوع عنه. يمكن أن يساعد فيتامين ج في تحويل الميتهيموغلوبين إلى هيموغلوبين (6 * 30 مغ/كغ كل 6 ساعات). الباراسيتامول مميت للثعابين، وقد استخدم في محاولات التحكم في أعداد أفعاعي الأشجار البنية الدخيلة في جزيرة غوام.

## تأثير الباراسيتامول على البيئة
يمكن للباراسيتامول أن يتحول إلى مركب سام طبقاً لأحدى الدراسات، وذلك لأن محطات إعادة تحلية مياه المجاري تقوم بتنقية المياه بأكسدتها بماء جافل. ويتحول الباراسيتامول بواسطة أيون هيبوكلوريت (-ClO)، إلى ن-أسيتيل-بارا-بنزوكينون إمين و 1,4-بنزوكينون. والمركب الأول (النبقي) سام للكبد بينما يشتبه أن الثاني مسمم جيني ويسبب طفرات. يجب إجراء المزيد من الدراسات لمعرفة تركيزات هذه المواد في مياه المجاري ومدة بقاء هذه المواد في البيئة الطبيعية.

## تجارياً

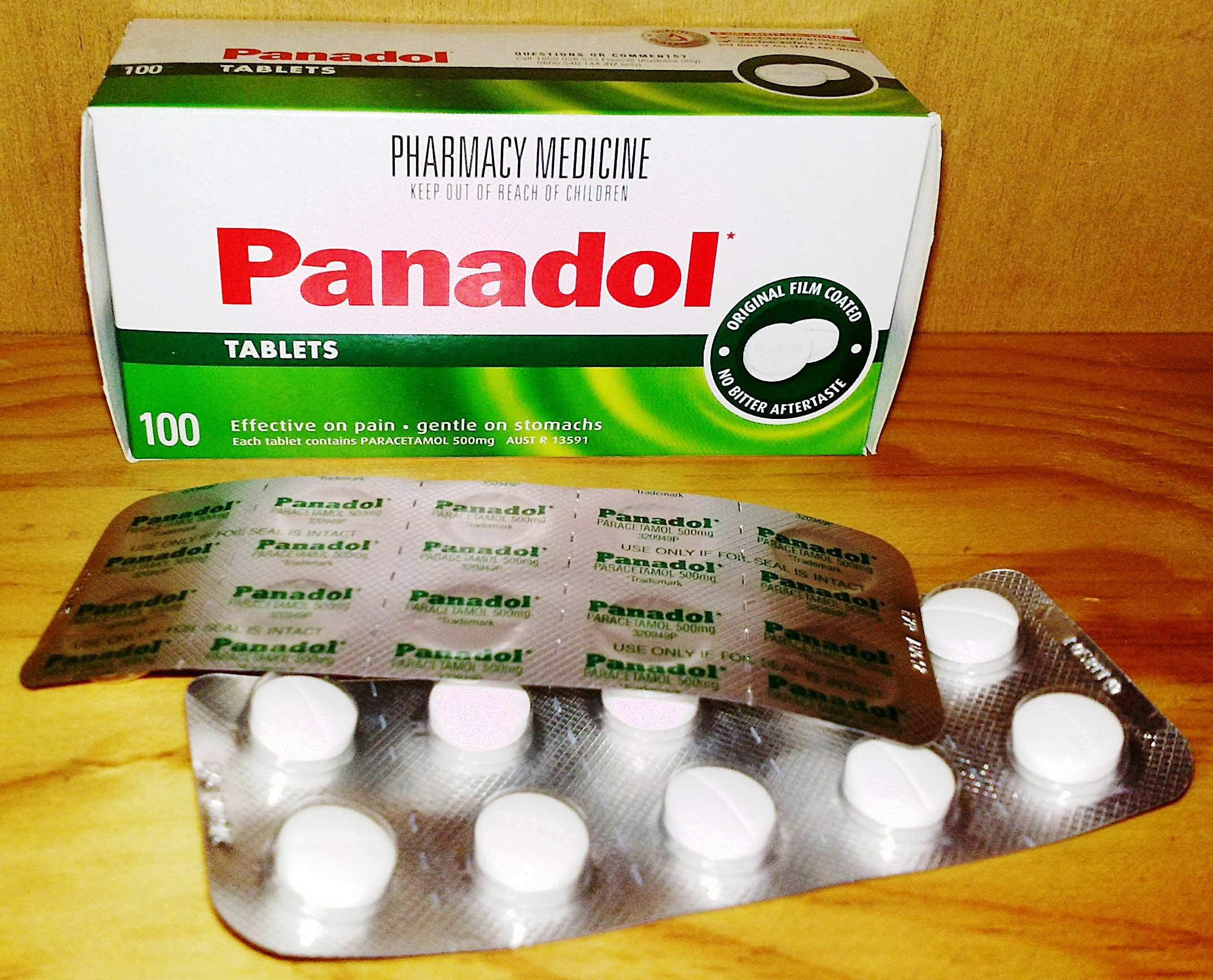
أقراص بنادول 500 ملغ

البنادول (بالإنجليزية: Panadol) هو الاسم التجاري للباراسيتامول ويستعمل كخافض حرارة ومسكن ألم. حيث يباع تحت هذا الاسم في أكثر من 85 دولة، منها أستراليا، بلجيكا، البرازيل، بلغاريا، تشيلي، إنجلترا، فنلندا، فرنسا، اليونان، هونغ كونغ، أندونيسيا، إيرلندا، إيطاليا، كوريا، هولندا، نيوزيلندا، نيجيريا، الفلبين، البيرو، المملكة العربية السعودية، جنوب إفريقيا، سويسرا، تايوان، تايلند، المملكة المتحدة وأوروغواي.
يوجد منه العديد من الأشكال التجارية منها: البسيط plain، والسريع rapid، والزائد extra والليلي night كما أطلق اخيرا نوع خاص بالإنفلونزا أطلق عليه اسم Cold and flu.

## وصلات خارجية
- مركز معلومات الباراسيتامول
- أبحاث جوليوس أكسلورد
- إدارة التغذية والأدوية الأميركية: كيفية الاستعمال الآمن للمسكنات ومزيلات الحرارة
- إدارة التغذية والأدوية الأميركية: تعليمات للمستهلكين عن المسكنات ومزيلات الحرارة
- تسميم الأسيتامينوفين عند الكلاب